# Gheorghe Rășinaru
Gheorghe Rășinaru (Szászsebes, 10 de febrer de 1915 - 1994) fou un futbolista romanès de les dècades de 1930 i 1940.
Disputà 7 partits amb la selecció de futbol de Romania, amb la qual participà en el Mundial de 1938. Pel que fa a clubs, defensà els colors del FC Rapid București.